# Municipio de San Agustín Tlaxiaca
El municipio de San Agustín Tlaxiaca es uno de los ochenta y cuatro municipios que conforman el estado de Hidalgo, México. La cabecera municipal y localidad más poblada es San Agustín Tlaxiaca.
El municipio se localiza al centro sur del territorio hidalguense entre los paralelos 19°57′ y 20°12′ de latitud norte; los meridianos 98°46′ y 99 °05’ de longitud oeste; con una altitud entre 2100 y 3000 m s. n. m. Este municipio cuenta con una superficie de 297.41 km², y representa el 1.43 % de la superficie del estado; dentro de la región geográfica denominada como Valle del Mezquital.
Colinda al norte con los municipios de Ajacuba, Actopan, El Arenal y Mineral del Chico; al este con los municipios de Mineral del Chico, Pachuca de Soto y Zapotlán de Juárez; al sur con los municipios de Zapotlán de Juárez, Tolcayuca y con el estado de México; al oeste con el estado de México y el municipio de Ajacuba.
San Agustín Tlaxiaca se considera dentro de los municipios metropolitanos de la zona metropolitana de Pachuca, integrada también por los municipios de Epazoyucan Pachuca de Soto, Mineral del Monte, Mineral de la Reforma, Zapotlán de Juárez y Zempoala, siendo Pachuca de Soto el municipio central.

## Toponimia
El nombre Tlaxiaca proviene del náhuatl Tachtli ‘juego de pelota’, en ‘entre’ y cuauhtli ‘árbol’; por lo que su significado quedaría: ‘Entre los árboles del juego de pelota’. Fue nombrado San Agustín en honor a Agustín de Hipona, santo de la Iglesia católica.

## Geografía

### Relieve e hidrográfica
En cuanto a fisiografía se encuentra dentro de la provincia Eje Neovolcánico; dentro de la subprovincia Sierras y Llanuras de Querétaro e Hidalgo (98.0%), Lagos y Volcanes de Anáhuac (2.0%). Su territorio es sierra (90.0%), meseta (8.0%) y lomerío (2.0%). Existen algunas elevaciones entre ellos los del Judío, del Tepozán, de Mexiquito y El Picado.
En cuanto a su geología corresponde al periodo neógeno (93.4%) y cuaternario (3.0%). Con rocas tipo ígnea extrusiva: volcanoclástico (52.4%), basalto-brecha volcánica básica (34.0%), toba ácida (3.0%), andesita-brecha volcánica intermedia (2.0%) y brecha volcánica básica (2.0%); suelo: aluvial (3.0%). En cuanto a edafología el suelo dominante es phaeozem (57.4%), leptosol (19.0%) y vertisol (20.0%).
En lo que respecta a la hidrología se encuentra posicionado en la región hidrológica del Pánuco; en las cuencas del río Moctezuma; dentro de las subcuenca del río Actopan (64.0%), río Salado (18.0%), río Tula (12.0%) y río Tezontepec (6.0%). Este municipio cuenta con presas y jagüeyes que son abastecidos con el agua de las lluvias, el municipio se conforma por cinco corrientes de agua: cuatro ríos y un bordo.

### Clima
El territorio municipal se encuentran los siguientes climas con su respectivo porcentaje: Templado subhúmedo con lluvias en verano, de menor humedad (72.0%) y semiseco templado (28.0%). Con respecto a la precipitación anual, el nivel promedio observado va de 570 a 770 mm., teniendo mayor precipitación durante los meses de septiembre y octubre y menor en diciembre, febrero, abril y mayo.

### Ecología
La flora en el municipio se compone destacando en su mayoría los árboles de pirul, también se cuenta con mezquites, fresnos, huizaches y en menos
proporción pino y árboles frutales. La fauna se comprende animales como: lagartijas, camaleones, ratón de campo, conejo, tuzas, ardilla, coyote, zopilote, gavilán, tlacuache e insectos comunes de tamaño pequeño, así como víboras ponzoñosas.

## Demografía

### Población
De acuerdo a los resultados que presentó el Censo Población y Vivienda 2020 del INEGI, el municipio cuenta con un total de 38 891 habitantes, siendo 18 950 hombres y 19 941 mujeres. Tiene una densidad de 130.8 hab/km², la mitad de la población tiene 29 años o menos, existen 95 hombres por cada 100 mujeres.
El porcentaje de población que habla lengua indígena es de 0.83 %, y el porcentaje de población que se considera afromexicana o afrodescendiente es de 1.42 %. Tiene una Tasa de alfabetización de 99.1 % en la población de 15 a 24 años, de 94.9 % en la población de 25 años y más. El porcentaje de población según nivel de escolaridad, es de 3.6 % sin escolaridad, el 57.4 % con educación básica, el 22.7 % con educación media superior, el 16.2 % con educación superior, y 0.1 % no especificado.
El porcentaje de población afiliada a servicios de salud es de 60.2 %. El 35.5 % se encuentra afiliada al IMSS, el 52.9 % al INSABI, el 9.5 % al ISSSTE, 0.7 % IMSS Bienestar, 0.7 % a las dependencias de salud de PEMEX, Defensa o Marina, 1.1 % a una institución privada, y el 0.5 % a otra institución. El porcentaje de población con alguna discapacidad es de 6.5 %. El porcentaje de población según situación conyugal, el 30.2 % se encuentra casada, el 32.4 % soltera, el 25.3 % en unión libre, el 6.2 % separada, el 1.3 % divorciada, el 4.6 % viuda.
Para 2020, el total de viviendas particulares habitadas es de 10 401 viviendas, representa el 1.2 % del total estatal. Con un promedio de ocupantes por vivienda 3.7 personas. Predominan las viviendas con tabique y block. En el municipio para el año 2020, el servicio de energía eléctrica abarca una cobertura del 98.7 %; el servicio de agua entubada un 52.4 %; el servicio de drenaje cubre un 93.8 %; y el servicio sanitario un 94.6 %.

### Localidades
Para el año 2020, de acuerdo al Catálogo de Localidades, el municipio cuenta con 59 localidades.
| Código INEGI | Localidad                           | Población (2020) | Porcentaje (%) | Ámbito Población | Categoría Población |
| ------------ | ----------------------------------- | ---------------- | -------------- | ---------------- | ------------------- |
| 130520001    | San Agustín Tlaxiaca                | 12 328           | 31.70          | Urbano           | Cabecera municipal  |
| 130520019    | San Juan Tilcuautla                 | 3070             | 7.89           | Urbano           | Comunidad           |
| 130520009    | Ixcuinquitlapilco                   | 2543             | 6.54           | Urbano           | Comunidad           |
| 130520077    | Paseo de los Solares                | 2098             | 5.39           | Rural            | Comunidad           |
| 130520013    | San Juan Solís                      | 1762             | 4.53           | Rural            | Comunidad           |
| 130520052    | Nueva Tlaxiaca                      | 1228             | 3.16           | Rural            | Comunidad           |
| 130520022    | Oriental de Zapata                  | 1156             | 2.97           | Rural            | Comunidad           |
| 130520023    | Guadalupe los Manantiales [Colonia] | 1039             | 2.67           | Rural            | Comunidad           |
| 130520051    | Barrio de Españita                  | 943              | 2.42           | Rural            | Comunidad           |
| 130520076    | Banús                               | 819              | 2.11           | Rural            | Comunidad           |
| 130520020    | San Miguel Tornacuxtla              | 818              | 2.10           | Rural            | Comunidad           |
| 130520015    | San Francisco Tecajique             | 789              | 2.03           | Rural            | Comunidad           |
| 130520050    | El Chamizal                         | 784              | 2.02           | Rural            | Comunidad           |
| 130520006    | El Durazno                          | 767              | 1.97           | Rural            | Comunidad           |
| 130520012    | Puerto México                       | 756              | 1.94           | Rural            | Comunidad           |
| 130520031    | Chalmita                            | 723              | 1.86           | Rural            | Comunidad           |
| 130520032    | Dajie [Barrio]                      | 592              | 1.52           | Rural            | Comunidad           |
| 130520059    | Santo Tomás                         | 559              | 1.44           | Rural            | Comunidad           |
| 130520028    | El Botho                            | 528              | 1.36           | Rural            | Comunidad           |
| 130520014    | Santa Catarina                      | 506              | 1.30           | Rural            | Comunidad           |
| 130520002    | Benito Juárez                       | 476              | 1.22           | Rural            | Ranchería           |
| 130520037    | Palos Blancos                       | 467              | 1.20           | Rural            | Ranchería           |
| 130520039    | La Providencia                      | 450              | 1.16           | Rural            | Ranchería           |
| 130520010    | San Isidro Llano Largo              | 436              | 1.12           | Rural            | Ranchería           |
| 130520005    | Chapultepec de Pozos                | 427              | 1.10           | Rural            | Ranchería           |
| 130520041    | Santa María                         | 407              | 1.05           | Rural            | Ranchería           |
| 130520033    | El Huizache                         | 358              | 0.92           | Rural            | Ranchería           |
| 130520070    | La Loma                             | 280              | 0.72           | Rural            | Ranchería           |
| 130520027    | El Campanario                       | 265              | 0.68           | Rural            | Ranchería           |
| 130520011    | José María Pino Suárez              | 264              | 0.68           | Rural            | Ranchería           |
| 130520036    | La Nopalera                         | 243              | 0.62           | Rural            | Ranchería           |
| 130520044    | El Tepozán                          | 205              | 0.53           | Rural            | Ranchería           |
| 130520063    | Vindhó [Barrio]                     | 170              | 0.44           | Rural            | Ranchería           |
| 130520008    | Guadalupe Victoria [Colonia]        | 141              | 0.36           | Rural            | Ranchería           |
| 130520017    | Tecamatl                            | 118              | 0.30           | Rural            | Ranchería           |
| 130520056    | El Canal (Parada Santa María)       | 77               | 0.20           | Rural            | Ranchería           |
| 130520047    | Capula                              | 54               | 0.14           | Rural            | Ranchería           |
| 130520004    | La Concepción                       | 41               | 0.11           | Rural            | Ranchería           |
| 130520055    | Monte de Guadalupe                  | 34               | 0.09           | Rural            | Ranchería           |
| 130520064    | El Lindero                          | 33               | 0.08           | Rural            | Ranchería           |
| 130520069    | Cima de San Pedro                   | 24               | 0.06           | Rural            | Ranchería           |
| 130520040    | Santa Bárbara                       | 17               | 0.04           | Rural            | Ranchería           |
| 130520007    | Guadalupe Tezontle                  | 15               | 0.04           | Rural            | Ranchería           |
| 130520046    | San Francisco                       | 14               | 0.04           | Rural            | Ranchería           |
| 130520029    | Las Cajas                           | 12               | 0.03           | Rural            | Ranchería           |
| 130520078    | Real de Arcos                       | 12               | 0.03           | Rural            | Ranchería           |
| 130520071    | El Pilón                            | 9                | 0.02           | Rural            | Ranchería           |
| 130520065    | Casa Grande [Barrio]                | 6                | 0.02           | Rural            | Ranchería           |
| 130520080    | La Cruz de los Gallos               | 6                | 0.02           | Rural            | Ranchería           |
| 130520026    | San José de los Altos               | 5                | 0.01           | Rural            | Ranchería           |
| 130520062    | El Viborón                          | 3                | 0.01           | Rural            | Ranchería           |
| 130520060    | La Máquina Vieja                    | 3                | 0.01           | Rural            | Ranchería           |
| 130520073    | Alfonsa Márquez Monzalvo            | 2                | 0.01           | Rural            | Ranchería           |
| 130520068    | Casas Coloradas                     | 2                | 0.01           | Rural            | Ranchería           |
| 130520081    | Las Obscuras                        | 2                | 0.01           |                  |                     |
| 130520072    | Tequía                              | 2                | 0.01           | Rural            | Ranchería           |
| 130520075    | El Pajoso                           | 1                | 0.00           | Rural            | Ranchería           |
| 130520038    | El Potrero                          | 1                | 0.00           | Rural            | Ranchería           |
| 130520061    | Modeda                              | 1                | 0.00           | Rural            | Ranchería           |

## Política
Se erigió como municipio el 16 de octubre de 1872. El Ayuntamiento está compuesto por: un presidente municipal, un síndico, ocho Regidores, dieciséis delegados municipales y doce comisariados ejidales. De acuerdo al Instituto Nacional electoral (INE) el municipio está integrado por dieciocho secciones electorales, de la 1008 a la 1025. Para la elección de diputados federales a la Cámara de Diputados de México y diputados locales al Congreso de Hidalgo, se encuentra integrado al III Distrito Electoral Federal de Hidalgo y al VIII Distrito Electoral Local de Hidalgo. A nivel estatal administrativo pertenece a la Macrorregión I y a la Microrregión VII, además de a la Región Operativa XI Actopan.

### Cronología de presidentes municipales
| Periodo                  | Nombre                        | Afiliación política        |
| ------------------------ | ----------------------------- | -------------------------- |
| 1964-1967                | Ramón García Cruz             | -                          |
| 1967-1970                | Ángel Cruz Zúñiga             | -                          |
| 1970-1973                | Adrián Cruz Osorio            | -                          |
| 1973-1976                | Francisco Monroy García       | -                          |
| 1976-1979                | Ignacio Méndez Escárcega      | -                          |
| 1979-1982                | Estanislao Latorre Cerón      | -                          |
| 1982-1985                | Filiberto Vázquez A.          | -                          |
| 1985-1988                | José Gutiérrez Cerón          | -                          |
| 1988-1991                | Héctor Cruz López             | -                          |
| 1991-1994                | Alfredo Hernández Lugo        | -                          |
| 16/01/1994 al 15/01/1997 | Oscar Omaña Cervantes         | PRI                        |
| 16/01/1997 al 15/01/2000 | Jorge González Cortés         | PRI                        |
| 16/01/2000 al 15/01/2003 | Héctor Olvera González        | PRI                        |
| 16/01/2003 al 15/01/2006 | Ernesto Hinojosa Hernández    | PRD                        |
| 16/01/2006 al 15/01/2009 | Mauro López Pacheco           | PAN                        |
| 16/01/2009 al 15/01/2012 | Severiano López Olvera        | Mas x Hidalgo              |
| 16/01/2012 al 04/09/2016 | Belén Arturo Hernández Máximo | PRI                        |
| 05/09/2016 al 04/09/2020 | Alma Dalila López Santiago    | Un Hidalgo con Rumbo       |
| 05/09/2020 al 14/12/2020 | Víctor Daniel Cerón Cervantes | Concejo municipal Interino |
| 15/12/2020 al 04/09/2024 | Belén Arturo Hernández Máximo | PRI                        |
| 05/09/2024 al 04/09/2027 | Mario David Medina Hernández  | MC                         |

## Economía
En 2015 el municipio presenta un IDH de 0.746 Alto, por lo que ocupa el lugar 28.º a nivel estatal; y en 2005 presentó un PIB de $1,066,909,023.00 pesos mexicanos, y un PIB per cápita de $39,343.00 (precios corrientes de 2005).
De acuerdo con el Consejo Nacional de Evaluación de la Política de Desarrollo Social (Coneval), el municipio registra un Índice de Marginación Bajo. El 44.4% de la población se encuentra en pobreza moderada y 8.9% se encuentra en pobreza extrema. En 2015, el municipio ocupó el lugar 26 de 84 municipios en la escala estatal de rezago social.
A datos de 2015, en materia de agricultura se puede citar que en este municipio se cultiva en hectáreas sembradas; maíz (620 ha), cebada grano (3,964 ha), frijol (15 ha), avena forraje (700 ha) y Maguey Pulquero (1350 ha). En ganadería se cría mayormente ganado bovino; ovino; porcino; caprino; aves, comprendiendo aves para carne y huevo y guajolotes; además de colmenas.
Para 2015 las unidades económicas, generaban empleos para 2898 personas.  En lo que respecta al comercio, se cuenta con dos tianguis, diez tiendas Diconsa y cinco tiendas Liconsa. De acuerdo con cifras al año 2015 presentadas en los censos económicos por el INEGI, la Población Económicamente Activa (PEA) del municipio asciende a 14 874 personas de las cuales 14 406 se encuentran ocupadas y 468 se encuentran desocupadas. El 6.14% pertenece al sector primario, el 43.19% pertenece al sector secundario, el 49.98% pertenece al sector terciario y 0.69% no especificaron.